# Kristell Trego
Kristell Trego (* 1977 in Paris) ist eine französische Philosophin.

## Leben
Nach der Promotion an der Universität Paris I Panthéon-Sorbonne wurde sie 2008 an die Universität Clermont-Ferrand berufen. Sie ist assoziiertes Mitglied des Laboratoire d’études des monothéismes (CNRS-EPHE) und wurde 2013 zum Mitglied des Institut universitaire de France ernannt. Anschließend habilitierte sie sich an der École pratique des hautes études. Seit 2023 ist sie Professorin für mittelalterliche Philosophie am Departement für Philosophie der Universität Freiburg (Schweiz). Sie ist Mitglied des dortigen Mediävistischen Instituts.